# Guangzhou International Women's Open 2016 - Qualificazioni singolare
Le qualificazioni del singolare femminile del Guangzhou International Women's Open 2016 sono state un torneo di tennis preliminare per accedere alla fase finale della manifestazione. Le vincitrici dell'ultimo turno sono entrate di diritto nel tabellone principale. In caso di ritiro di una o più giocatrici aventi diritto a queste sono subentrati le lucky loser, ossia le giocatrici che hanno perso nell'ultimo turno ma che avevano una classifica più alta rispetto alle altre partecipanti che avevano comunque perso nel turno finale.

## Teste di serie
1. Liu Fangzhou (ultimo turno)
2. Asia Muhammad (primo turno)
3. Anastasija Pivovarova (qualificata)
4. Zhang Yuxuan (primo turno, ritirata)
5. Liu Chang (ultimo turno)
6. Jil Teichmann (primo turno)

1. Sofia Šapatava (qualificata)
2. Ljudmyla Kičenok (qualificata)
3. Junri Namigata (qualificata)
4. Cristiana Ferrando (ultimo turno, Lucky loser)
5. Hsu Ching-wen (primo turno)
6. Nadežda Kičenok (primo turno)

## Qualificate
1. Sofia Šapatava
2. Ljudmyla Kičenok
3. Anastasija Pivovarova

1. Junri Namigata
2. Xun Fangying
3. You Xiaodi

### Lucky loser
1. Cristiana Ferrando

1. Ng Kwan-yau

## Tabellone

### Legenda
| - Q = Qualificato - WC = Wild card - LL = Lucky loser | - ALT = Alternate - SE = Special Exempt - PR = Protected Ranking | - w/o = Walkover - r = Ritirato - d = Squalificato |

### Sezione 1
|  | Primo turno | Primo turno    | Primo turno    | Primo turno | Primo turno |  |  | Ultimo turno | Ultimo turno   | Ultimo turno | Ultimo turno | Ultimo turno |  |
|  |             |                |                |             |             |  |  |              |                |              |              |              |  |
|  |             |                |                |             |             |  |  |              |                |              |              |              |  |
|  |             |                |                |             |             |  |  | 1            | Liu Fangzhou   | 6            | 2            | 3            |  |
|  | WC          | Naoko Eto      | Naoko Eto      | 0           | 1           |  |  | 7            | Sofia Šapatava | 4            | 6            | 6            |  |
|  | 7           | Sofia Šapatava | Sofia Šapatava | 6           | 6           |  |  |              |                |              |              |              |  |

### Sezione 2
|  | Primo turno | Primo turno      | Primo turno      | Primo turno | Primo turno |  |  | Ultimo turno | Ultimo turno     | Ultimo turno | Ultimo turno | Ultimo turno |  |
|  |             |                  |                  |             |             |  |  |              |                  |              |              |              |  |
|  | 2           | Asia Muhammad    | Asia Muhammad    | 1           | 3           |  |  |              |                  |              |              |              |  |
|  |             | Vera Lapko       | Vera Lapko       | 6           | 6           |  |  |              | Vera Lapko       | 4            | 6            | 2            |  |
|  | WC          | Li Yihong        | Li Yihong        | 2           | 1           |  |  | 8            | Ljudmyla Kičenok | 6            | 3            | 6            |  |
|  | 8           | Ljudmyla Kičenok | Ljudmyla Kičenok | 6           | 6           |  |  |              |                  |              |              |              |  |

### Sezione 3
|  | Primo turno | Primo turno           | Primo turno           | Primo turno | Primo turno |  |  | Ultimo turno | Ultimo turno          | Ultimo turno | Ultimo turno | Ultimo turno |  |
|  |             |                       |                       |             |             |  |  |              |                       |              |              |              |  |
|  | 3           | Anastasija Pivovarova | Anastasija Pivovarova | 6           | 6           |  |  |              |                       |              |              |              |  |
|  |             | Zhang Ying            | Zhang Ying            | 2           | 1           |  |  | 3            | Anastasija Pivovarova | 4            | 6            | 7            |  |
|  | WC          | Liu Yanni             | Liu Yanni             | 1           | 2           |  |  | 10           | Cristiana Ferrando    | 6            | 2            | 65           |  |
|  | 10          | Cristiana Ferrando    | Cristiana Ferrando    | 6           | 6           |  |  |              |                       |              |              |              |  |

### Sezione 4
|  | Primo turno | Primo turno    | Primo turno    | Primo turno | Primo turno |  |  | Ultimo turno | Ultimo turno   | Ultimo turno   | Ultimo turno | Ultimo turno |  |
|  |             |                |                |             |             |  |  |              |                |                |              |              |  |
|  | 4           | Zhang Yuxuan   | 2              | 0           | r           |  |  |              |                |                |              |              |  |
|  |             | Yuuki Tanaka   | 6              | 1           |             |  |  |              | Yuuki Tanaka   | Yuuki Tanaka   | 3            | 2            |  |
|  | WC          | Ng Kwan-yau    | Ng Kwan-yau    | 1           | 3           |  |  | 9            | Junri Namigata | Junri Namigata | 6            | 6            |  |
|  | 9           | Junri Namigata | Junri Namigata | 6           | 6           |  |  |              |                |                |              |              |  |

### Sezione 5
|  | Primo turno | Primo turno   | Primo turno   | Primo turno | Primo turno |  |  | Ultimo turno | Ultimo turno | Ultimo turno | Ultimo turno | Ultimo turno |  |
|  |             |               |               |             |             |  |  |              |              |              |              |              |  |
|  | 5           | Liu Chang     | Liu Chang     | 6           | 6           |  |  |              |              |              |              |              |  |
|  | WC          | Guo Meiqi     | Guo Meiqi     | 3           | 1           |  |  | 5            | Liu Chang    | Liu Chang    | 2            | 1            |  |
|  |             | Xun Fangying  | Xun Fangying  | 6           | 6           |  |  |              | Xun Fangying | Xun Fangying | 6            | 6            |  |
|  | 11          | Hsu Ching-wen | Hsu Ching-wen | 4           | 0           |  |  |              |              |              |              |              |  |

### Sezione 6
|  | Primo turno | Primo turno      | Primo turno      | Primo turno | Primo turno |  |  | Ultimo turno | Ultimo turno     | Ultimo turno     | Ultimo turno | Ultimo turno |  |
|  |             |                  |                  |             |             |  |  |              |                  |                  |              |              |  |
|  | 6           | Jil Teichmann    | Jil Teichmann    | 2           | 62          |  |  |              |                  |                  |              |              |  |
|  | WC          | Lidzija Marozava | Lidzija Marozava | 6           | 7           |  |  | WC           | Lidzija Marozava | Lidzija Marozava | 2            | 3            |  |
|  |             | You Xiaodi       | 6                | 2           | 6           |  |  |              | You Xiaodi       | You Xiaodi       | 6            | 6            |  |
|  | 12          | Nadežda Kičenok  | 4                | 6           | 3           |  |  |              |                  |                  |              |              |  |